# Dobong-gu
Dobong-gu (도봉구) ist einer der 25 Stadtteile Seouls und liegt am nördlichen Stadtrand. Benannt ist es nach dem Berg Dobong. Die Einwohnerzahl beträgt 335.631 (Stand: 2019).

## Bezirke

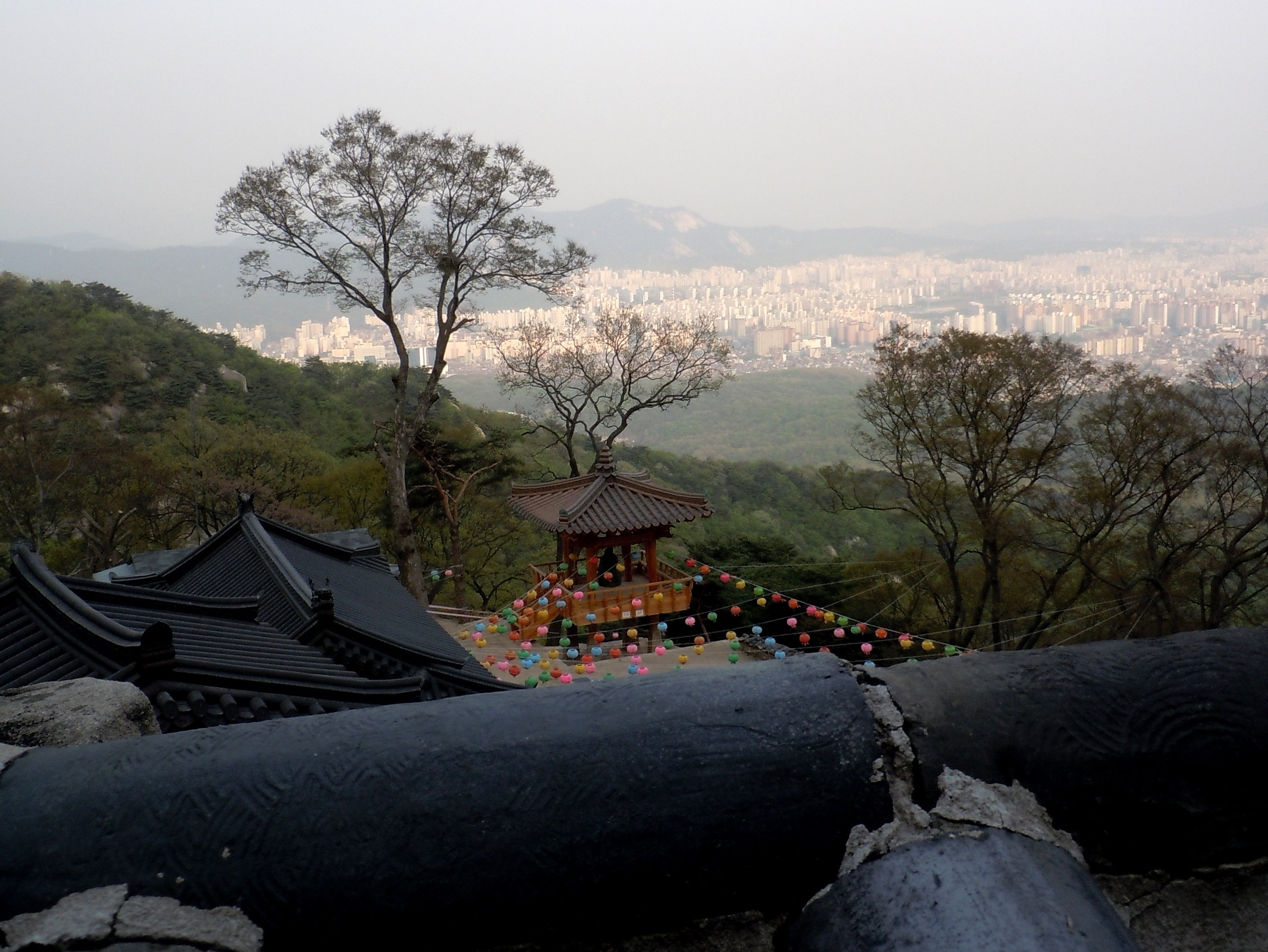
Blick vom Dobongsan

Dobong-gu besteht aus vierzehn Dongs:
- Dobong 1-dong
- Dobong 2-dong
- Banghak 1-dong
- Banghak 2-dong
- Banghak 3-dong
- Ssangmun 1-dong
- Ssangmun 2-dong
- Ssangmun 3-dong
- Ssangmun 4-dong
- Chang 1-dong
- Chang 2-dong
- Chang 3-dong
- Chang 4-dong
- Chang 5-dong

## Sehenswürdigkeiten
- Grab von Yeonsangun[2]
- Dobong-Seowon (neo-konfuzianische Akademie)[3]

## Naturpark
Ein Teil des Bukhansan-Nationalparks mit dem Berg Dobong befindet sich in Dobong-gu.